# التعدين في بوتسوانا

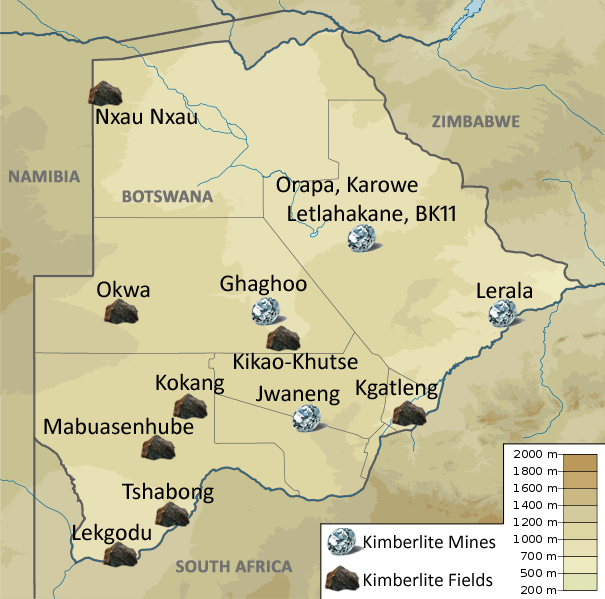
خريطة مناجم وحقول الكيمبرليت في بوتسوانا في عام 2013.

سيطرت صناعة المعادن في بوتسوانا على الاقتصاد الوطني منذ السبعينيات. الماس هو العنصر الرئيسي في قطاع المعادن منذ بدء إنتاج الماس على نطاق واسع في عام 1972. معظم إنتاج الماس في بوتسوانا من نوعية الأحجار الكريمة، مما أدى إلى وضع بوتسوانا في مكانة رائدة في العالم في إنتاج الماس من حيث القيمة. كما حافظ إنتاج النحاس والذهب والنيكل ورماد الصودا على أدوارهم المهمة، وإن كانوا أقل في المساهمة الاقتصاد. في عام 2005، شكل التعدين حوالي 38 ٪ من الناتج المحلي الإجمالي الحقيقي لبوتسوانا، وأكثر من 50 ٪ من الإيرادات الحكومية مستمدة من نشاط التعدين ومعالجة المعادن. في عام 2005، تجاوزت القيمة الاسمية للمعادن المنتجة في بوتسوانا عام 2004 بنحو 20٪ بالدولار الأمريكي. وتُعزى أسباب الزيادة إلى ارتفاع أسعار المعادن الدولية. شكل الألماس والنحاس والنيكل غير اللامع والذهب معظم هذه الزيادة من حيث القيمة.
بوتسوانا هي ثاني أكبر منتج للألماس في العالم بعد روسيا وأكبر منتج للماس في أفريقيا. يوجد في بواتسوانا أكبر منجم في العالم للماس وهو منجم أورابا وأكثر منجم ثراء بالماس في العالم وهو منجم جوانينج.

## التجارة
تبلغ مساحة بوتسوانا 600,379 كيلومتر مربع في الجنوب الأفريقي وتحدها ناميبيا وزامبيا وجنوب إفريقيا وزيمبابوي. يتم شحن معظم البضائع للتجارة عبر السكك الحديدية أو الشاحنات عبر جنوب إفريقيا. بلغت القيمة الإجمالية للصادرات في عام 2005 حوالي 4.66 مليار دولار.الصادرات المعدنية منها الماس 3.3 مليار دولار. النحاس والنيكل غير اللامع، حوالي 461 مليون دولار و رماد الصودا، حوالي 65 مليون دولار والذهب، حوالي 36 مليون دولار، وتمثل هذه الصادرات حوالي 83٪ من إجمالي الصادرات السلعية.